# Fundamentado en Vindaloop
«Castigado en Vindaloop» («Grounded Vindaloop» como título original) es el séptimo episodio de la temporada decimoctava de la serie animada de televisión norteamericana South Park. Es el episodio número 254 de la serie, fue escrito y dirigido por el cocreador de la serie Trey Parker. Se estrenó en Estados Unidos el 12 de noviembre de 2014 en el canal Comedy Central y explora la tecnología de la realidad virtual.
Cartman intenta jugarle una broma pesada a Butters haciéndole creer que está utilizando un dispositivo de realidad virtual, pero todo se sale de control cuando el mismo Cartman se entera de que es él quien se encuentra en una realidad paralela. Kyle intenta desentrañar el problema llamando a la línea de atención al cliente del dispositivo de realidad virtual, pero esto solo empeora las cosas y ya nadie sabe a ciencia cierta cual es la realidad. Solamente Stan podrá resolver este enredo atendiendo los particulares consejos del asesor de servicio al cliente «Steve».

## Trama

### Acto 1
El episodio comienza en la escuela primaria de South Park donde Eric Cartman le juega una broma pesada a Butters que consiste en hacerlo creer que está usando un equipo de realidad virtual cuando la verdad es que solo usa unos lentes de protección y unos audífonos viejos unidos por medio de cinta plástica. 
Mientras Butters avanza maravillado por los pasillos de la escuela observando su entorno y sus compañeros de clase, Cartman le da instrucciones a través de un equipo de radio portátil y le advierte que solo debe quitarse sus "casco de realidad virtual" en el mismo punto donde se lo puso (que es la habitación de la residencia de Cartman) porque de lo contrario "se le quemarían sus neuronas" y según Cartman «si mueres en la vida virtual también mueres en la vida real».
Cartman comenta esta broma con sus compañeros de clase en la cafetería mientras estos le reprochan que abuse de Butters, pero Cartman disfruta de su ingenuidad y dice que se lo merece.
Un tiempo después, Cartman se encuentra nuevamente reunido en su habitación con Butters e inician una nueva experiencia con el "casco de realidad virtual". Esta vez Cartman le ordena a Butters que limpie la "nieve virtual" de la entrada de su casa y la de sus vecinos. Cuando Butters termina esta actividad Cartman le ordena que regrese a su habitación pero este decide aprovechar que está en un mundo virtual y se dirige a su propia casa y le pega un golpe a su padre en venganza por los continuos castigos a que lo somete. Cartman intenta que regrese pero Butters está muy exaltado y eufórico con la posibilidad de hacer cosas prohibidas ya que está en un mundo virtual y por ello roba un vehículo y luego le quita el dinero a una prostituta quien a su vez lo apuñala.
En el hospital, Butters habla con los médicos y se da cuenta de que no está en un mundo virtual y que realmente fue apuñalado pero en ese momento entra Cartman por la ventana de la habitación y le dice que él está atrapado en la simulación debido a que desobedeció la orden de no quitarse el casco y que nada de lo que ve es real. Cartman también le ordena que no le cuente a nadie lo de su experiencia con la realidad virtual pues de lo contrario puede peligrar su vida.
Al día siguiente, en la parada de bus escolar Cartman recibe una llamada Steve de la línea de servicio al cliente de Oculus quien le dice que al parecer hay un problema con los cascos virtuales y que quiere ayudar para solucionarlo. Le advierte que el casco que compró está funcionando mal y que en ese momento él se encuentra en su habitación en estado de coma. Cartman se enoja con el personaje de servicio al cliente y no le cree nada, sin embargo efectivamente la madre de Cartman lo encuentra en estado de trance y con los lentes Oculus puestos.

### Acto 2
Al salir del hospital Butters es castigado por su padre quien lo obliga a quedarse en su habitación, allí llega Cartman quien le pregunta si sabe algo de la llamada del servicio al cliente de Oculus que recibió según la cual todo lo que les sucede no es real, Butters le dice que no sabe nada. 
Más tarde Butters llama a Kyle y le dice que algo raro está sucediendo porque su padre lo castigó "sin ningún motivo" y le pide que vaya donde Cartman para desentrañar lo que pasa. Los chicos van a casa de Cartman y lo encuentran en estado de trance y con las gafas Oculus puestas, tratan de despertarlo pero no lo logran y deciden llamar al número de servicio al cliente de Oculus donde les confirman que el casco de realidad virtual que tiene Cartman está defectuoso y que por ello él se encuentra en coma. Según el empleado de servicio al cliente la solución es que alguno de los chicos se ponga el casco y contacte a Cartman en su mundo virtual y lo convenza de ir a un punto de salida. 
Es Kyle quien asume la tarea de ingresar al mundo virtual de Cartman e ir a su casa para decirle que él no está en un mundo real, pero a su vez Cartman le dice a Kyle que es él quien está en un mundo virtual. Ante este desacuerdo llaman Best Bay para confirmar quien de los dos fue quien compró un casco de realidad virtual pero allí los comunican nuevamente con Steve (el funcionado de servicio al cliente de Oculus) y los chicos quedan muy extrañados. 

### Acto 3
El padre de Butters también se le hace extraño no recordar porque lo tiene castigado en su habitación lo cual parece indicar que los personajes no están en una realidad física sino en una realidad virtual. Por su parte Kyle y Cartman se dirigen a la habitación de Cartman donde encuentran a Stan tratando de llamar al servicio al cliente y a Kenny usando los lentes Oculus. Kyle le pregunta a Stan cuál cree el que es la realidad virtual en que se encuentran: la de Cartman o la de Kyle; Stan responde que la de ninguno, pues el cree que se encuentran en la "realidad" verdadera. Sin embargo Cartman dice que esta no es la realidad porque él es un programa de computadora y para comprobarlo pide que le pregunten al funcionario quién fue la primera persona que llamó al servicio al cliente y este les responde que fue Butters.
Los chicos deciden ir a casa de Butters para desentrañar todo, allí este les dice que él llamó a atención al cliente cuando todos estaban jugando con el casco de Oculus pero Cartman insiste en que no están en la realidad y que él ya aceptó que es un programa de computadora y pero que todos están en la realidad virtual de alguno de los chicos. En ese momento Steve de servicio al cliente de Oculus le dice a Stan que hay tres cosas que no pueden pasar mientras se encuentran en un mundo de realidad virtual: nadie puede morir, nadie puede ser castigado y nadie puede llamar al servicio al cliente y que por esto último son los problemas que están sucediendo y que para solucionarlo debe responder una sola cosa: «he respondido a sus preguntas en un modo satisfactorio y en tiempo», Stan no entiende la pregunta pero Steve le dice la clave de todo es que responda. Por fin Stan comprende y responde y en ese preciso instante desaparecen todos los demás personajes que están a su alrededor porque eran virtuales quedando solo Stan en la habitación. En ese momento Stan logra recordar todo y se dirige al punto de salida de la realidad virtual que es la habitación de Cartman y al mismo tiempo el padre de Butters le levanta el castigo. Al final Stan se quita los lentes Oculus y aparecen Cartman, Kyle, Kenny e incluso el mismo Stan, representados por actores reales.

## Producción

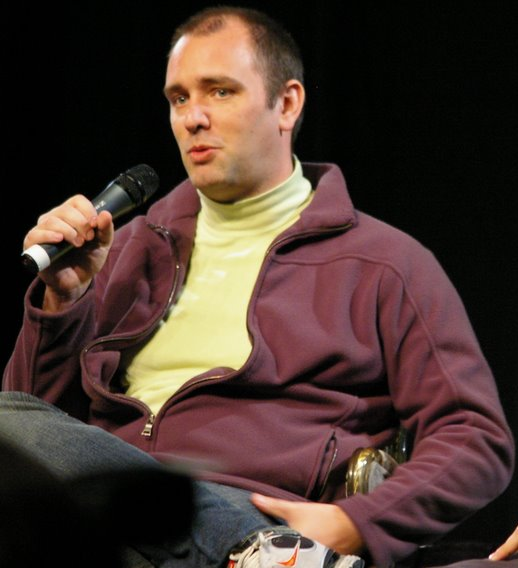
El director y escritor del episodio Trey Parker

En los comentarios de audio del DVD del episodio Grounded Vindaloop, Trey Parker y Matt Stone discuten cómo empezó el episodio: un dibujo de Butters con el casco de realidad virtual falso que Cartman le puso para jugarle una broma. Parker afirmó que: «Sólo parecía como una forma natural de Cartman molestar a Butters». Una de las razones para escoger este desarrollo de la trama fue que esta idea de Cartman engañando a Butters había funcionado muy bien en otros episodios, por ejemplo en Casa Bonita de la temporada número siete.
Antes de realmente empezar a trabajar en el episodio, Parker y Stone sentían que este sería muy divertido de escribir porque se desarrolla creando en los televidentes una permanente confusión en cuanto a que es la realidad y cuáles son las simulaciones. Sin embargo, cuando se trabaja en el episodio, especialmente después del primer acto, Parker y Stone llegaron también a confundirse sobre qué mundo es el mundo real. 
Otra influencia para la producción del episodio fue el hecho de que Parker y Stone habían estado discutiendo con anterioridad herramientas de realidad virtual para la serie y habían visto algunas personas experimentando con juegos de realidad virtual de South Park. Los escritores intentaron integrar todo este conocimiento en el episodio.
Se debe anotar que en este episodio no se hace alusión a la trama planteada en capítulos anteriores de la temporada. Con esto se rompe el hilo narrativo que había sido utilizado desde el primer episodio de la temporada y la había caracterizado.
Al igual que en el capítulo Magic Bush, en el episodio Grounded Vindaloop se utiliza la relación entre Cartman y Butters para construir la trama más cómica. Este recurso ha servido en muchas ocasiones a los escritores pues la audiencia responde muy bien a los conflictos y relaciones de esta dupla de personajes.
Es de destacar que la traducción al español del título del episodio es errónea y no tiene ningún sentido o relación con el contenido del capítulo televisivo, pues en la página oficial de la serie aparece titulado Fundamentado en Vindaloop, y así fue llamado en España e Hispanoamérica, pero el título correcto del episodio en español debería ser "Castigado en Vindaloop" refiriéndose a que Butters es reprendido por su padre quien lo manda a quedarse en su habitación sin motivo aparente debido a que la trama del episodio no es real sino que es una ficción de la realidad virtual de Stan, que es el único personaje que está usando el casco Oculus. El término Vindaloop es definido en el mismo episodio en su versión en inglés: Vindaloop es el término hindú para referirse a un bucle en el espacio tiempo de la realidad virtual que se genera cuando alguien llama a la línea del servicio al cliente estando al interior de un mundo de realidad virtual.En conclusión el significado correcto del título debería ser “castigado en Vindaloop”, o sea que Butters fue castigado por llamar a la línea de servicio al cliente de Oculus, estando dentro del mundo de realidad virtual lo cual generó el vindaloop.

### Personajes

#### Habituales y no debutantes
| Personaje       | Roll                | Debut                                        |
| --------------- | ------------------- | -------------------------------------------- |
| Eric Cartman    | Personaje principal | El Espíritu de la Navidad (Jesús vs. Frosty) |
| Kyle Broflovski | Personaje principal | El Espíritu de la Navidad (Jesús vs. Frosty) |
| Stan Marsh      | Personaje principal | El Espíritu de la Navidad (Jesús vs. Frosty) |
| Kenny McCormick | Personaje principal | El Espíritu de la Navidad (Jesús vs. Frosty) |
| Butters Stotch  | Personaje principal | Cartman Consigue una Sonda Anal              |
| Stephen Stotch  | Padre de Butters    | El Gallinófilo                               |
| Linda Stotch    | Madre de Butters    | La estrambótica aventura de abuso sexual     |

#### Debutantes
| Personaje                       | Rol                                      |
| ------------------------------- | ---------------------------------------- |
| Steve                           | Servicio al cliente de Ocullus           |
| Personajes reales de South Park | Equivalentes de los personajes en dibujo |

### Locaciones
| Locación                       | Utilización                                             | Primera aparición                   |
| ------------------------------ | ------------------------------------------------------- | ----------------------------------- |
| Parada de bus escolar          | Sitio de reunión habitual de los personajes principales | Cartman Consigue una Sonda Anal     |
| Escuela primaria de South Park | Escuela                                                 | Cartman Consigue una Sonda Anal     |
| Residencia Cartman             | Residencia                                              | Cartman Consigue una Sonda Anal     |
| Residencia Marsh               | Residencia                                              | El gran crucero del Gran Gay Al     |
| Residenia Stotch               | Residencia                                              | Una Navidad de Mierda               |
| Hospital Paso al infierno      | Hospital                                                | Cartman's Mom is Still a Dirty Slut |
| Best Buy                       | Comercio                                                | Pandemic 2: The Startling           |
| Mirador de South Park          | Paraje                                                  | Go Fund Yourself                    |

## Temática y referencias culturales

### Temática principal
La realidad virtual es la temática principal de este episodio. Los escritores exponen algunas tecnologías que actualmente facilitan el acceso a la realidad virtual electrónica. Esta temática sigue una línea establecida en toda la temporada número dieciocho donde se abordan las implicaciones de la tecnología en la sociedad. En el primer episodio de la temporada los chicos quieren enriquecerse rápidamente con un nuevo dominio en internet, en el tercer episodio se explica como la música puede ser manipulada a través de la tecnología; en el cuarto capítulo las nuevas tecnologías móviles cambian las formas transporte; en el quinto capítulo la intimidad se ve comprometida por los aviones no tripulados y los videos digitales y el sexto episodio los chicos son explotados económicamente por un juego supuestamente gratuito.
En el episodio, los escritores alertan sobre el uso comercial indiscriminado de las herramientas tecnológicas, en este caso los juegos y equipos de realidad virtual. Varios personajes tienen serios problemas por la utilización de estos dispositivos: Butters termina en el hospital cuando confunde la realidad con la ficción, Cartman entra en estado de transe por el uso indiscriminado de estos dispositivos, incluso Kenny también parece estar en un estado de coma en las escenas finales. Además, los personajes de servicio al cliente se muestran muy confundidos sobre el mismo producto y no saben cómo resolver los problemas planteados por los personajes usuarios.
Pero más allá de la simple herramienta tecnológica, en Grounded Vindaloop se aborda la complejidad del tema de la "realidad" desde el punto de vista epistemológico: ¿que es lo real?, ¿cómo percibimos o conocemos lo real?. Obviamente estas cuestiones no se resuelven en el capítulo pero al menos se exponen para generar la inquietud por estos temas.
Dicha complejidad es la que hace que los personajes se pierdan en los enmarañados laberintos de una realidad simulada electrónicamente a pesar de que cada uno cree ser real. Al final, el menos comprometido en la trama - Stan - es el único personaje real puesto que los demás son programas de computadora. Incluso el episodio finaliza con un giro inesperado en la trama cuando los personajes reales se presentan en la última escena sugiriendo que el mismo South Park es una realidad virtual.
Una temática secundaria y menor del episodio es la parodia de las empresas de servicio al cliente tercerizadas. Se trata de servicios gestionados por operadores en regiones en desarrollo como la India o Latinoamérica. En el episodio se muestran estos servicios como inoperantes y apegados a guiones de atención repetitivos y frustrantes para los clientes.

### Referencias culturales

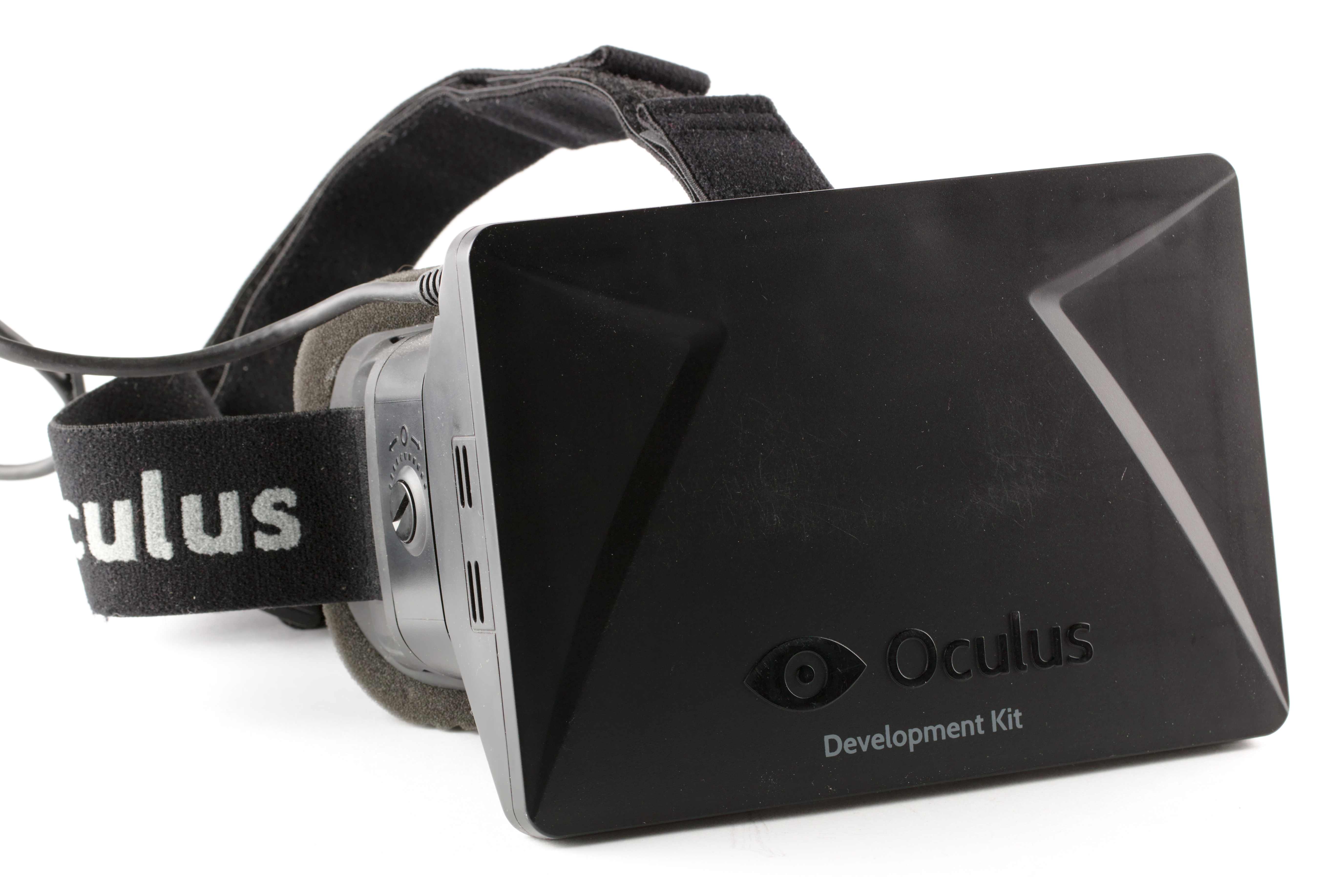
Oculus Rift es un disposito de realidad virtual mencionado en el episodio

En el episodio se hace referencia a este videojuego